# Zavrh, Lenart
Zavrh je naselje v Občini Lenart.
Zavrh je razloženo naselje na slemenu nad Pesniško dolino v Slovenskih goricah. Sleme, na katerem se razprostira Zavrh je na severni strani pokrito z mešanimi gozdovi, na južni strani pa se raztezajo vinogradi, sadovnjaki in majhne njive. Področje spada med stara vinogradniška območja, kjer so v preteklosti prevladovale viničarije. Pojav trtne uši konec 19. stoletja je uničil precej vinogradov, ki se šele v zadnjih letih ponovno obnavljajo. V Stupičevi vili je Rudolf Maister napisal drugo pesniško zbirko Kitice mojih (1929). Leta 1986 so Završani v Stupičevi vili uredili Maistrovo spominsko sobo. 

## Maistrov stolp
Na Zavrhu stoji Maistrov stolp, ki ga je turistično društvo postavilo v njegov spomin leta 1963. Prvotno je stal tu leseni stolp ki so ga postavili po načrtih generalovega  sina Boruta Maistra. Danes pa se dviga 17 metrov visok kovinski Maistrov stolp ki so ga izdeleli Klemosovi učenci iz Lenarta leta 1983. Ob lepem vremenu izjemen razgled od Pohorja, Kozjaka, Boča, Donačke gore in vrhov sosednje Hrvaške vse do madžarskih ravnin. 

## Galerija
- Maistrov stolp
- Kapelica pri hiši Zavrh 71